# Podothrombium curtipalpe
Podothrombium curtipalpe är en spindeldjursart som först beskrevs av Thor 1900.  Podothrombium curtipalpe ingår i släktet Podothrombium, och familjen Podothrombiidae. Arten är reproducerande i Sverige.